# لیزا برسیا
لیزا برسیا (انگلیسی: Lisa Brescia؛ زادهٔ ۱۲ مهٔ ۱۹۷۰) بازیگر اهل ایالات متحده آمریکا است.